# Stay (bài hát của Rihanna)
"Stay" là một bài hát của nghệ sĩ thu âm người Barbados Rihanna trích từ album phòng thu thứ 7 của cô Unapologetic (2012). Bài hát có sự góp giọng của nam ca sĩ Mikky Ekko và được chọn làm đĩa đơn chính thức thứ 2 từ album phát hành vào ngày 7 tháng 1 năm 2013. "Stay" được đồng sáng tác bởi Mikky Ekko và Justin Paker. Đây là một bản ballad có kết hợp của tiếng đệm piano và guitar. Nội dung trữ tình của ca khúc liên quan đến sự cám dỗ và sự đánh rớt một tình yêu đích thực. Bài hát nhận được nhiều lời khen từ các nhà phê bình âm nhạc. Hầu hết cho rằng "Stay" là một bài hát nổi bật trong album, nhưng cũng có ý kiến nói ca khúc này khá nhàm chán. Tuy nhiên, các nhà phê bình âm nhạc cũng đã thống nhất ý kiến trong quan điểm của họ về giọng ca trình diễn và những cảm xúc thật của bài hát.
Sau khi phát hành Unapologetic, "Stay" đã lọt được vào nhiều bảng xếp hạng trên thế giới. Khi được phát hành làm một đĩa đơn, nó đã leo lên vị trí số 1 ở Bulgaria, Canada, Cộng Hòa Séc, Đan Mạch và Israel và nằm trong top 5 của hơn 24 quốc gia trên toàn thế giới bao gồm Úc, Pháp, Đức, New Zealand,... Nó vươn lên được vị trí No.3 tại bảng xếp hạng Billboard Hot 100 trở thành đĩa đơn thứ 24 của Rihanna lọt được vào top 10, vượt qua cả thành tích của Whitney Houston (23 đĩa đơn). Bài hát còn thống lĩnh Billboard Pop Songs và đạt No.19 tại Hot Dance Club Songs.
Video âm nhạc của bài hát được đạo diễn bởi Sophie Muller, quay cảnh Rihanna khỏa thân trong bồn tắm với làn nước đục, trong khi đó Mikky Ekko thực hiện những cảnh quay của mình trong căn phòng riêng. Rihanna bắt đầu trình chiếu "Stay" trong chương trình Saturday Night Live ở Hoa Kỳ. Tại Anh cô cũng đã biểu diễn ca khúc này trong chương trình The X Factor mùa thứ 9. Rihanna cũng đã cùng Mikky Ekko biểu diễn trực tiếp tại đêm trao giải Grammy 2013. Bài hát cũng nằm trong danh sách trình diễn trong tour diễn 777 nhằm quảng bá cho album, và trong tour diễn thế giới thứ năm của cô, Diamonds World Tour.

## Bối cảnh và phát hành
"Stay" được đồng sáng tác bởi Mikky Ekko và Justin Paker và được sản xuất dưới sự hỗ trợ của Elof Loelv. Ekko cũng là một nghệ sĩ tiêu biểu của hãng RCA Records. Giọng hát của Rihanna và Ekko thu âm ở 2 địa điểm và được ghi bởi 3 người khác nhau: Mike Gaydusek tại Nightbirds Studio, Marcus Tovar và Kuk Harrel tại Westlake Studio và cả hai phòng thu này đều nằm ở Los Angeles, California. Kỹ thuật phối được đảm nhiệm bởi Gaydusek và được hỗ trợ bởi Mares Blake và Robert Cohen. Khâu sản xuất âm thanh được hoàn thành bởi Kuk Harrel. Bài hát được pha trộn bởi Phil Tan tại Ninja Club Studios ở Atlanta. Trợ lý sản xuất được chỉ đạo bởi Daniella Reivera.
"Stay" được phát hành tại Vương quốc Anh vào ngày 7 tháng 1 năm 2013 là đĩa đơn chính thức thứ hai từ Unapologetic. Tại Hoa Kỳ, "Stay" được phát sóng trên đài phát thanh quốc gia vào ngày 29 tháng 1 năm 2013 như là đĩa đơn thứ ba tại quốc gia này sau "Diamonds" và "Pour It Up". Bài hát được phát hành dưới dạng CD tại Đức vào ngày 15 tháng 2 năm 2013.

## Sáng tác và lời bài hát
"Stay" là một bài hát nhạc pop đương đại pha trộn nhạc pop thính phòng và soul ballad với sự hỗ trợ của các loại nhạc cụ như piano và guitar. Bài hát được viết bằng âm giai A Aeolian, một thang âm thứ tự nhiên, rồi sau đó tiến triển lên C-Dm-Am-Am7. Bài hát có nhịp độ vừa phải là 112 nhịp mỗi phút. Giọng ca của Rihanna nằm ở khoảng từ nốt thấp nhất A3 đến nốt cao nhất E5. Greg Kot đến từ nhật báo Chicago Tribune mô tả bài hát là "một sự trần trụi" (stripped-bare). Lời của bài hát xoay quanh việc "đánh rớt một tình yêu đích thực", theo lời của Dan Martin tại NME, Rihanna đã hát một câu: "Funny, you're the broken one/ But I'm the only one who needed saving.". Jocelyn Vena của MTV nói rằng Rihanna đã xen lẫn cảm xúc thực của mình lên lời của bài hát: ""It's not much of a life you're living/ It's not just something you take [it's] given". Câu hát: "Round and around and around and around we go/ Now, tell me now, tell me now, tell me now you know/ Not really sure how to feel about it/ Something in the way you move/ Makes me feel like I can't live without you/ it takes me all the way/ I want you to stay." như một lời cầu xin của Rihanna gửi cho người yêu của mình. Lewis Corner đến từ "Digital Spy" cho rằng giọng hát của Rihanna trong những đoạn riff piano tuy đơn giản nhưng lại mang lại hiệu quả cao.

## Tiếp nhận phê bình
"Stay" nhận được nhiều đánh giá tích cực từ các nhà phê bình âm nhạc.

## Bảng xếp hạng và chứng nhận doanh số
| Bảng xếp hạng (2013)                   | Vị trí cao nhất |
| -------------------------------------- | --------------- |
| Albania (Top Albania Radio)            | 4               |
| Úc (ARIA)                              | 4               |
| Áo (Ö3 Austria Top 40)                 | 5               |
| Bỉ (Ultratop 50 Flanders)              | 3               |
| Bỉ (Ultratop 50 Wallonia)              | 2               |
| Bulgary (IFPI)                         | 1               |
| Brazil (Billboard Brasil Hot 100)      | 34              |
| Brazil Hot Pop Songs                   | 5               |
| Canada (Canadian Hot 100)              | 1               |
| Cộng hòa Séc (Rádio Top 100)           | 1               |
| Đan Mạch (Tracklisten)                 | 1               |
| Pháp (SNEP)                            | 2               |
| Đức (GfK)                              | 2               |
| Hungary (Single Top 40)                | 10              |
| Irceland (Tónlist)                     | 7               |
| Ireland (IRMA)                         | 2               |
| Israel (Media Forest)                  | 1               |
| Ý (FIMI)                               | 17              |
| Nhật Bản (Billboard Japan Hot 100)     | 97              |
| Lebanon (The Official Lebanese Top 20) | 5               |
| Luxembourg (Billboard)                 | 3               |
| Mexico (Monitor Latino)                | 5               |
| Hà Lan (Dutch Top 40)                  | 3               |
| New Zealand (Recorded Music NZ)        | 4               |
| Na Uy (VG-lista)                       | 2               |
| Ba Lan (Polish Airplay Top 5)          | 3               |
| Bồ Đào Nha (AFP)                       | 2               |
| Scotland (OCC)                         | 4               |
| Slovakia (Rádio Top 100)               | 2               |
| Nam Phi (Mediaguide)                   | 1               |
| Tây Ban Nha (PROMUSICAE)               | 5               |
| Thụy Sĩ (Schweizer Hitparade)          | 2               |
| Anh Quốc (OCC)                         | 4               |
| Anh Quốc R&B (OCC)                     | 2               |
| Hoa Kỳ Billboard Hot 100               | 3               |
| Hoa Kỳ Adult Contemporary (Billboard)  | 3               |
| Hoa Kỳ Adult Pop Airplay (Billboard)   | 2               |
| Hoa Kỳ Dance Club Songs (Billboard)    | 16              |
| Hoa Kỳ Pop Airplay (Billboard)         | 1               |

| Quốc gia                                                                           | Chứng nhận  | Số đơn vị/doanh số chứng nhận |
| ---------------------------------------------------------------------------------- | ----------- | ----------------------------- |
| Anh Quốc (BPI)                                                                     | Bạch kim    | 600.000^                      |
| Bỉ (BEA)                                                                           | Bạch kim    | 30.000*                       |
| Đan Mạch (IFPI Đan Mạch)                                                           | Bạch kim    | 30.000^                       |
| Đức (BVMI)                                                                         | Vàng        | 250.000^                      |
| Hoa Kỳ (RIAA)                                                                      | 6× Bạch kim | 4.480.000‡                    |
| New Zealand (RMNZ)                                                                 | 2× Bạch kim | 30.000*                       |
| Tây Ban Nha (PROMUSICAE)                                                           | Vàng        | 20.000*                       |
| Úc (ARIA)                                                                          | 5× Bạch kim | 350.000^                      |
| Venezuela (APFV)                                                                   | 2× Bạch kim | 20.000^                       |
| Ý (FIMI)                                                                           | Bạch kim    | 30.000‡                       |
| * Chứng nhận dựa theo doanh số tiêu thụ. ^ Chứng nhận dựa theo doanh số nhập hàng. |             |                               |